# Concerto per fagotto e orchestra
Durante il soggiorno a Salisburgo, durato 4 anni, Wolfgang Amadeus Mozart compose il suo primo concerto per strumento a fiato come solista, il Concerto per fagotto e orchestra K 191. Non mancheranno oltre ad esso altre composizioni musicali da lui ancora inesplorate. In questa opera si può riconoscere lo stile «improntato dalla più disarmante semplicità», come disse Luigi Della Croce in proposito. Sembra sia stato commissionato dal barone Thaddäus von Dürnitz di Monaco, così come la Sonata per fagotto e violoncello K 292.
Il concerto è strutturato in tre movimenti:
I. Allegro
II. Andante ma Adagio
III. Rondo. Tempo di Menuetto